# 1349
1349 (MCCCXLIX) a fost un an obișnuit al calendarului iulian, care a început într-o zi de sâmbătă.

## Nașteri
- dată necunoscută: Albert al III-lea, Duce al Austriei duce de Austria (d. 1395)
- dată necunoscută: Jefimija poetă sârbă (d. 1405)

## Decese
- 9 aprilie: William de Ockham filozof medieval (n. 1285)
- 12 decembrie: Ioana de Burgundia  (n. 1293)
- 11 septembrie: Bonna de Boemia a doua fiica a lui Ioan cel Orb de Luxemburg, sotia regelui Frantei, Ioan al II-lea (n. 1315)
- 26 august: Thomas Bradwardine  (n. 1300)
- 14 iunie: Günther de Schwarzburg conte de Schwarzburg, antirege (n. 1304)